# Ida (opatka w Kolonii)

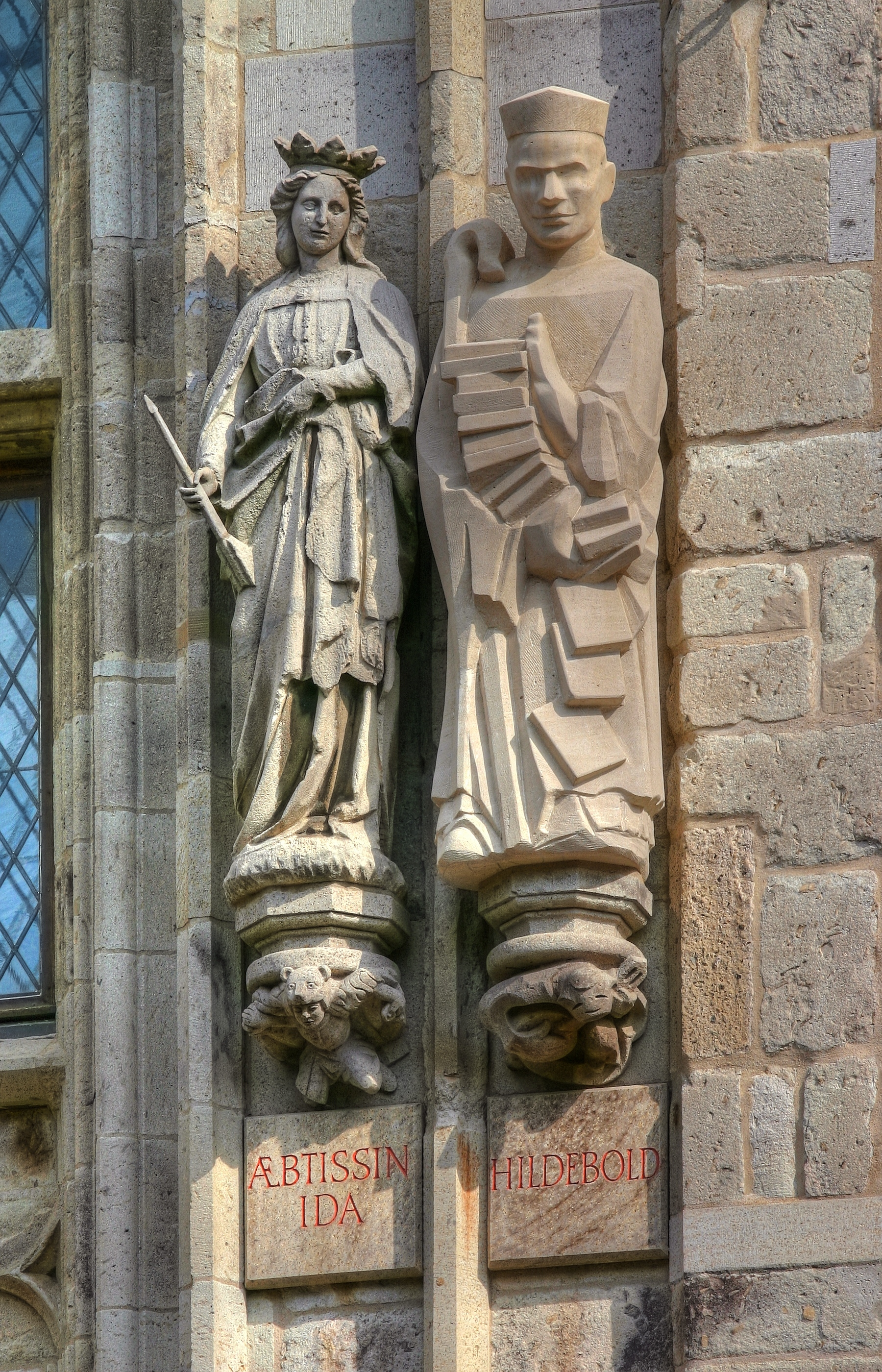
Ida & Hildebold

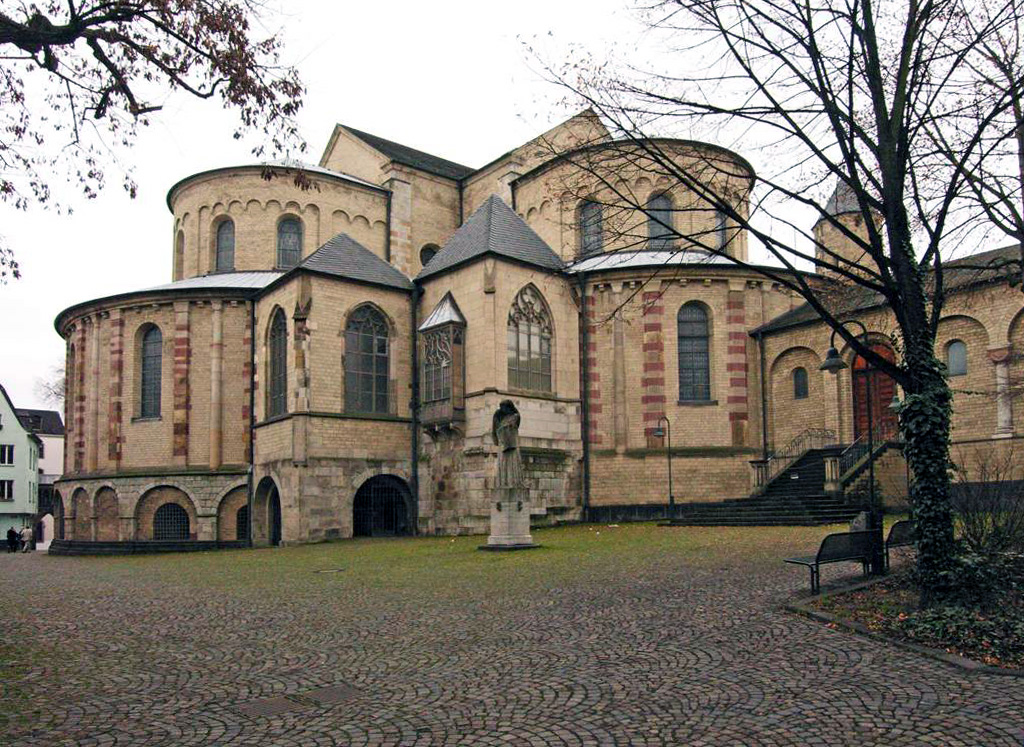
Wschodnia część kościoła Panny Marii na Kapitolu powstała za czasów Idy. Trójkonchowe założenie jest zapożyczone z bazyliki Narodzenia w Betlejem

Ida (ur. na początku XI w., zm. 7 lub 8 kwietnia 1060) – najważniejsza opatka kolońskiego opactwa Panny Marii na Kapitolu.

## Życiorys
Ida była córką palatyna Ezzona i Matyldy Saksońskiej, siostrą królowej Polski Rychezy oraz opatki Teofano. Ida była zapewne wychowywana w opactwie Gandersheim przez swoją ciotkę Zofię. Napięte stosunki pomiędzy Ezzonidami a cesarzem Henrykiem II, którego zwolenniczką była Zofia przeniosły się także na teren opactwa. Ida i jej siostra Zofia w 1026 r. krótko po śmierci Henryka II pojechały do Moguncji, gdzie uzyskawszy wsparcie arcybiskupa Aribo, odmówiły powrotu do Gandersheim. W 1027 r. Ida i jej siostra musiały wrócić do Gandersheim, aby niedługo później ponownie pojawić się w Moguncji. Źródła z Gandersheim wspominają w tym wypadku o uprowadzeniu. Dopiero po śmierci arcybiskupa Aribo w 1031 r. jego następca Bardo porozumiał się w sprawie powrotu Idy do Gandersheim (jej siostra Zofia już wówczas nie żyła). Pomiędzy latami 1031 a 1038 Ida została przełożoną klasztoru Matki Boskiej w Gandersheim, który był filią opactwa.
W nieznanym czasie objęła ona urząd opatki w klasztorze Panny Marii na Kapitolu, który zawdzięczała zapewne bratu Hermanowi. Sprawowała go, prawdopodobnie, zachowując funkcję przełożonej w Gandersheim.
Ida zmarła w 1060 r. i została pochowana w kościele Panny Marii na Kapitolu. Obecna inskrypcja nagrobna pochodzi z XVIII w., ale jest oparta na oryginale. Brzmi ona: Ossa / Beatae Idae / Quam / B. Erenfriedus Com. Palat. Ex Mathilde / Augg Ottonium II F. III Sorore / Filiam / Hermannus II Archiep. Col. / Sororem / Illustre hoc collegium Capitolinum / abbatissam / habuit / S. Adelheidis cui. carissima fuerat. vita et gubernatione imitatricenem / A MLX hoc in templo /condita. /Ex antiquo tumolo advenerationem populi / olim iuxta muri imborealem elevato /huc translata / A MDCCLXVI. (Szczątki błogosławionej Idy, córki błogosławionej Matyldy, która była córką dostojnego Ottona II, a siostrą Ottona III. Była siostrą arcybiskupa Hermana II i tutejszego klasztoru. Była wierna opatce św. Adelajdzie, w życiu i sprawowaniu urzędu naśladowała ją. W 1060 r. została pogrzebana w tej świątyni. Ze starego grobu, który znajdował się przy północnej ścianie, z powodu kultu wśród ludu, została przeniesiona w to miejsce w 1746 r. )
Inskrypcja podkreśla, podobnie jak w przypadku jej siostry Teofano, pochodzenie z rodziny cesarskiej Ludolfingów. Jako wzór jest wspomniana jej poprzedniczka Adelajda z Vilich, która była opatką w latach ok. 1010–1015. Kult Adelajdy wspierała siostra Idy, Matylda opatka w Vilich.

## Działalność fundacyjna
Ida podobnie jak jej siostra Teofano i brat Herman była fundatorką dzieł sztuki. Prawdopodobnie wraz z bratem, kazała wznieść nowy kościół Panny Marii na Kapitolu. Budowla zawiera liczne odniesienia do symboli władzy, np. część zachodnia nawiązuje do kolumn na emporze kaplicy pałacowej w Akwizgranie. Trójkonchowe założenie od wschodu jest kopią z kościoła Narodzenia w Betlejem, natomiast krypta nawiązuje do katedry w Spirze.
Ida ufundowała także wyposażenie, z którego przetrwały dwa obiekty. Drewniane drzwi należą do najważniejszych osiągnięć snycerki XI w. Obecnie znajdują się na zachodniej ścianie południowej nawy bocznej świątyni. Skrzydła drzwi mają 4,85 m wysokości i razem 2,48 m szerokości a zostały wykonane z dębowych desek. Na części frontowej przedstawiają 13 scen od dzieciństwa do męki Chrystusa. Zawierają one przeciwstawienie idealnego władcy chrześcijańskiego władcy niechrześcijańskiemu w osobie Heroda Wielkiego. Do wyposażenia świątyni należał także krzyż Hermana i Idy przechowywany obecnie w Muzeum Diecezjalnym w Kolonii. Jest na nim przedstawiona kanoniczka podpisana jako Ida. Inskrypcja została jednak dodana później i z tego powodu krzyż jest uznawany za fundację samego Hermana.
Ida prowadziła działalność fundacyjną także poza własnym opactwem. W przypadku krzyża z kolumny Idy w katedrze w Essen, z którego pozostała tablica inskrypcyjna i niewielkie resztki, toczy się spór czy jego fundatorką była Ida czy opatka z Essen o tym samym imieniu żyjąca 100 lat wcześniej. Kapitel kolumny wykazuje podobieństwa z kapitelami w kościele Panny Marii na Kapitolu. Również zachowana tablica inskrypcyjna wskazuje na powstanie zabytku w XI w.
Kodeks Hiddy z opactwa Gerresheim jest także wiązany z Idą. Kodeks jest przypisywany kolońskiej szkole malarstwa książkowego, powstał na pewno w okresie gdy opatką w Gerresheim była siostra Idy Teofano. Ukrzyżowanie w kodeksie jest podobne do przedstawienia na krzyżu Hermana i Idy. Wreszcie Ida jest wspominana w księdze zmarłych klasztoru w Gerresheim. Z tych względów można przypuszczać, że była fundatorką kodeksu.
Także kodeks Hitda z opactwa Meschede przechowywany obecnie w Darmstadt może być wiązany z Idą. Należy on także do kolońskiej szkoły malarskiej, ale jego datowanie jest sporne. Część badaczy opowiada się za okresem 1000–1020, a inna grupa za czasem po 1035. Tylko w tym drugim wypadku można fundację przypisać Idzie. Fundatorka miała związki z Kolonią. W tym przypadku mogłaby być nią Ida, która miała podobne imię do Hitdy. Wiadomo także, że jej brat Herman czynił darowizny na rzecz opactwa.
Dzieła sztuki, które powstały za sprawą Idy mają dużą wartość artystyczną. Jej działalność fundacyjna jest związana z polityką brata Hermana, któremu zapewne zawdzięczała godność opatki. Jest to szczególnie widoczne w kościele Panny Marii na Kapitolu.

## Literatura
- Klaus Gereon Beuckers, Die Ezzonen und ihre Stiftungen, LIT Verlag, Münster 1993, ISBN 3-89473-953-3
- Hatto Küffner, Das ottonische Evangeliar, in: Hugo Weidenhaupt (Hg.): Gerresheim 870-1970. Beiträge zur Orts- und Kunstgeschichte, Düsseldorf 1970, S.149-156
- Ulrike Surmann: Das Kreuz Herimanns und Idas, Diözesanmuseum Köln 1999
- Gerhard Weilandt, Wer stiftete den Hitda-Codex (Darmstadt, Hess. Landes- und Hochschulbibliothek, Cod. 1640)? Ein Beitrag zur Entwicklung der ottonischen Kölner Buchmalerei, [w:] Annalen des Historischen Vereins für den Niederrhein 190 (1987), S.49-83
- Michał Tomaszek, Klasztor i jego dobroczyńcy. Średniowieczna narracja o opactwie Brauweiler i rodzie królowej Rychezy, Kraków 2007  ISBN 978-8360448-34-2